# Яворова (Польща)
Яворова (пол. Jaworowa) — село в Польщі, у гміні Рашин Прушковського повіту Мазовецького воєводства.
Населення — 789 осіб (2011).
У 1975-1998 роках село належало до Варшавського воєводства.

## Демографія
Демографічна структура станом на 31 березня 2011 року:
|          | Загалом | Допрацездатний вік | Працездатний вік | Постпрацездатний вік |
| -------- | ------- | ------------------ | ---------------- | -------------------- |
| Чоловіки | 399     | 84                 | 272              | 43                   |
| Жінки    | 390     | 76                 | 230              | 84                   |
| Разом    | 789     | 160                | 502              | 127                  |